# Domèvre-sur-Vezouze
Domèvre-sur-Vezouze es una comuna francesa situada en el departamento de Meurthe y Mosela, en la región de Gran Este.

## Demografía
| 337 | 301 | 294 | 261 | 227 | 231 | 311 |
| Para los censos de 1962 a 1999 la población legal corresponde a la población sin duplicidades (Fuente: INSEE [Consultar]) |     |     |     |     |     |     |